# David V. Tiedeman
David Valentine Tiedeman (* 12. August 1919 in Americus, USA; † 25. September 2004) war ein amerikanischer Erziehungswissenschaftler, Psychologe und Counselor. Er begründete eine konstruktivistische Theorie der Berufswahl und beruflichen Entwicklung und darauf zielender Beratungskonzepte.

## Leben
Tiedeman studierte zunächst an der University Rochester, wo er 1941–1943 an der Auswahl und Ausbildung von Piloten beteiligt war und 1944–1946 in der Statistikabteilung des Manhattan-Projekts arbeitete. Er schloss sein Studium 1948 mit dem Master of Education und 1949 mit dem Ph.D. im selben Fach an der Harvard University ab. 1952–1971 arbeitete er als Dozent und (ab 1959) als Professor an der Harvard Graduate School of Education. 1963–1966 war er Associate Director am Center for Research in Careers der Harvard Graduate School of Education.
1973 wurde Tiedeman Professor an der Northern Illinois University und 1981 an der University of Southern California in Los Angeles. 1984 wurde er emeritiert. Er war Mitglied und oft auch Vorsitzender von zahlreichen universitären und staatlichen Stellen, die sich mit beruflicher Planung und Berufsberatung befassen. U. a. war er 1965/1966 Präsident der National Career Development Association (NCDA).
Tiedeman war zweimal verheiratet, zuletzt mit Anna Miller-Tiedeman, der Mitautorin einiger seiner Veröffentlichungen, und hatte zwei Kinder.

## Theoretischer Ansatz
Nachdem sich Tiedeman zunächst mit statistischen Analysen des beruflichen Verhaltens befasst hatte, entwickelte er einen konstruktivistischen Ansatz zum Verständnis von Karrieren, die er als Resultat eines zielgerichteten beruflichen Verhaltens interpretierte, bei dem „das Ganze“ der Person die einzelnen Elemente organisiert. Career Development definierte er als the making of a life and the evolution of existential meaning. Mit existential meaning ist die Bedeutung gemeint, die die Menschen ihren Erfahrungen zuschreiben. Für den Erfolg einer Karriereentwicklung sind nach Tiedeman drei Faktoren entscheidend: erstens Prozesse der Selbstorganisation, bei der die konkrete berufliche Anpassung an die Umwelt durch den Regulationsmechanismus der Karriere gesteuert wird, die man als das übergeordnete Wachstumsziel deuten kann; zweitens geeignete zielgerichtete Aktivitäten zur Überbrückung von beruflichen Diskontinuitäten und Brüchen; und drittens Entscheidungen, die sich zwischen Differenzierung (z. B. durch Spezialisierung) und Integration (der eigenen Person bzw. ihrer Fähigkeiten oder auch der Integration in ein Team) bewegen. Dabei kann es zu paradoxen Entwicklungen kommen, wenn z. B. eine Person versuchsweise eine bestimmte Tätigkeit annimmt, sich ihr jedoch rasch bedenkenlos verschreibt. Sowohl dauernde unverbindliche Versuche als auch allzu starkes unreflektiertes Commitment bringen nach Tiedeman spezifische Risiken mit sich; beide Haltungen werden gelegentlich durch Berater verstärkt.
Nach Tiedeman sollte sich die Psychologie der Berufswahl auf die Entwicklung der Persönlichkeit und der Karriere, jedoch nicht vorrangig auf die für die unmittelbare Aufgabenbewältigung erforderlichen Kompetenzen und Anpassungsprozesse beziehen. Eine solche funktionalistische Perspektive stand nur in seinen früheren Arbeiten (z. B. bei der Pilotenauswahl) im Vordergrund; später hielt er sie für positivistisch verkürzt und (wegen der zahlreichen Dimensionen, in denen sich berufsbezogene Verhaltensweisen und Kompetenzen theoretisch untergliedern lassen) für zerstückelt. Er versuchte daher, ältere Theorien wie Donald Supers Modell der Entwicklungsstufen oder seine Idee des Recycling früherer Karrierepfade sowie John L. Hollands RIASEC-Modell in den Zusammenhang eines umfassenden Prozessmodells der Karriereentwicklung zu stellen. Auch formulierte er die Idee der Möglichkeit einer positiven Rückwärtsentwicklung zu früheren Karrierepfaden.

## Einfluss auf die Praxis
Seine Arbeiten haben Theorie und Praxis der Berufsberatung in den USA im Sinne der Entwicklung eines stärker zielgerichteten Verhaltens beeinflusst, das nicht primär von Persönlichkeitstypen, Entwicklungsstufen, Reifeprozessen oder der funktionalen Passung von Arbeitsaufgaben einerseits und Verhalten bzw. Kompetenzen andererseits bestimmt ist. Aufgabe des Counselors ist es nach Tiedeman vielmehr, die subjektiven Vorstellungen der Klienten zu ihrer beruflichen Entwicklung zu klären und damit zur Entwicklung eines planvollen Karriereentwurfs beizutragen, der als Regulativ für jeweils anstehende konkrete Entscheidungen und Anpassungsprozesse dienen kann. Allerdings wurden seine begrifflich komplexen Arbeiten von Praktikern nicht immer verstanden, was ihre Rezeption behinderte. Vor allem die Subjektivierung des Karrierebegriffs, durch die Tiedeman die schwer operationalisierbare subjektive berufliche Realität in den Vordergrund stellt, wurde nicht überall nachvollzogen.

## Werke
- mit R. P. O’Hara: Career Development. New York 1963.
- The role of decision-making in information generation (ISVD): Cultivating the possibility for career through operations. Cambridge 1966.
- Career Development: Designing our career machine. Schenectady, NY 1979.